# Carl Weickert
Carl Weickert (* 24. Februar 1885 in Leipzig; † 1. Mai 1975 in Berlin) war ein deutscher klassischer Archäologe.
Weickert studierte ab 1905 in Jena Germanistik, ab 1906 in München Klassische Archäologie. Nach seiner Promotion über Das lesbische Kymation 1912 war er am Realkatalog der Abteilung Rom des Deutschen Archäologischen Instituts tätig. Im Ersten Weltkrieg wurde er Soldat und anschließend ab 1919 Konservator am Museum für Abgüsse Klassischer Bildwerke des Archäologischen Instituts der Universität München, wo er sich 1929 über Typen der archaischen Architektur in Griechenland und Kleinasien habilitierte und 1933 außerordentlicher Professor wurde. 
Ab 1934 war Weickert Direktor der Staatlichen Antikensammlungen in München, ab 1936 der Antikensammlung der Berliner Museen. Nach dem Krieg war er von 1946 bis 1950 als Professor mit Lehrauftrag an der Humboldt-Universität zu Berlin tätig. Von 1947 bis 1954 war Weickert Präsident des Deutschen Archäologischen Instituts, das er bereits seit 1945 kommissarisch geleitet hatte. Von 1948 bis 1955 war er zudem Vorsitzender der Archäologischen Gesellschaft zu Berlin.
Weickert war längere Zeit an den Ausgrabungen von Milet beteiligt. Er war ordentliches Mitglied der Deutschen Akademie der Wissenschaften zu Berlin (1946–1950), auswärtiges Mitglied der Pontificia Accademia Romana di Archeologia (ab 1951), foreign honorary member des Archaeological Institute of America (ab 1954) sowie Ehrenmitglied der Griechischen Archäologischen Gesellschaft Athen (1939).
Sein Grab befand sich auf dem Friedhof an der Dorfkirche Mariendorf im Berliner Bezirk Tempelhof-Schöneberg.

## Schriften (Auswahl)
- Das lesbische Kymation. Ein Beitrag zur Geschichte der antiken Ornamentik. Schunke, Leipzig 1913.
- Typen der archaischen Architektur in Griechenland und Kleinasien. Filser, Augsburg 1929.
- Griechische Plastik. Mann, Berlin 1946 (Kunstwerke aus den Berliner Sammlungen. 1,3).
- Antike Architektur. Mann, Berlin 1949 (Kunstwerke aus den Berliner Sammlungen. 1,1).